# Сурково (Новосибірська область)
Сурково (рос. Сурково) — село у Тогучинському районі Новосибірської області Російської Федерації.
Входить до складу муніципального утворення Сурковська сільрада. Населення становить 681 особа (2010).

## Історія
Згідно із законом від 2 червня 2004 року органом місцевого самоврядування є Сурковська сільрада.

## Населення
| 2002 | 2007 | 2010 |
| ---- | ---- | ---- |
| 791  | ↗808 | ↘681 |